# Hongjun Laozu
Hongjun Laozu (鴻鈞老祖) lit. "Ancêtre du grand équilibre", Hongyuan laozu (鴻元老祖) "Ancêtre de la grande origine" ou Hunyuan laozu (混元老祖) "Ancêtre du chaos originel" est un dieu du taoïsme et de certaines nouvelles religions chinoises. Il est connu également à travers ses apparitions dans le roman populaire L'Investiture des dieux sous le nom de Hongjun daoren (鴻鈞道人), et est présent dans des romans ou films fantastiques mettant en scène des dieux, immortels et créatures de la mythologie chinoise. Il n’a guère fait l’objet d’études académiques et le rôle qui lui est dévolu peut varier selon les fidèles. Certains connaissent seulement ses interprétations dans la fiction.
Selon le temple Wujihongjun gong (無極黌君宮) de Taipei, il est le principe à l’origine de l’univers.
Le temple Cihui tang (慈惠堂) de Zhonggang, Taichung propose aux fidèles trois interprétations: 
- Il est à l’origine de l’univers, de lui naissent les Trois Purs puis les Cinq Anciens (wulao 五老), souverains associés aux cinq éléments et aux cinq orients. Il est aussi l’ancêtre de tous les immortels.
- Le chaos originel (hunyuangui 混元規) a donné naissance à l’ordre céleste (tiangui 天規) incarné par Haotian laozu (昊天老祖), "Ancêtre du ciel sans limite" et à l’ordre terrestre (digui 地規) incarné par Hongjun laozu.
- Il est une forme de Pangu et porte aussi le nom Xuanxuan shangren (玄玄上人).

La première partie d’un dicton de source inconnue « D’abord Hongjun, ensuite le Ciel, Luya daoren est encore devant. »  (Xian you hongjun hou you tian , Luya daoren hai zai qian 先有鸿钧後有天 陸壓道人還在前) est souvent invoquée pour placer Honjun laozu aux origines de l’univers. Néanmoins, la seconde partie du dicton reste mystérieuse, car si elle semble indiquer que Luya daoren précède Hongjun laozu, ce n’est pas la place qui lui est donnée dans L’Investiture des dieux, seule source pour cette divinité.
Selon L’Investiture des dieux, il est l’aîné des quatre êtres créés par l’Esprit de la Création (chuangshi yuanling 創始元靈), les autres étant Hunkun zushi (混鯤祖師),  Nüwa niangniang et Luya daojun (陸壓道君). Il a pour disciples les Trois purs, Daode tianzun (道德天尊) alias Laozi, Yuanshi tianzun et Tongtian jiaozhu (通天教主), assimilé à Lingbao tianzun. Les deux premiers se retrouvent dans le roman en conflit avec le dernier.